# Duane Causwell
Duane Causwell (Queens Village, New York, 31. svibnja 1968.) umirovljeni je američki profesionalni košarkaš. Igrao je na poziciji centra, a izabrali su ga Sacramento Kingsi u 1. krugu (18. ukupno) NBA drafta 1990. godine.

## Vanjske poveznice
- Profil na Basketball-Reference.com